# Manuel Gómez Contioso

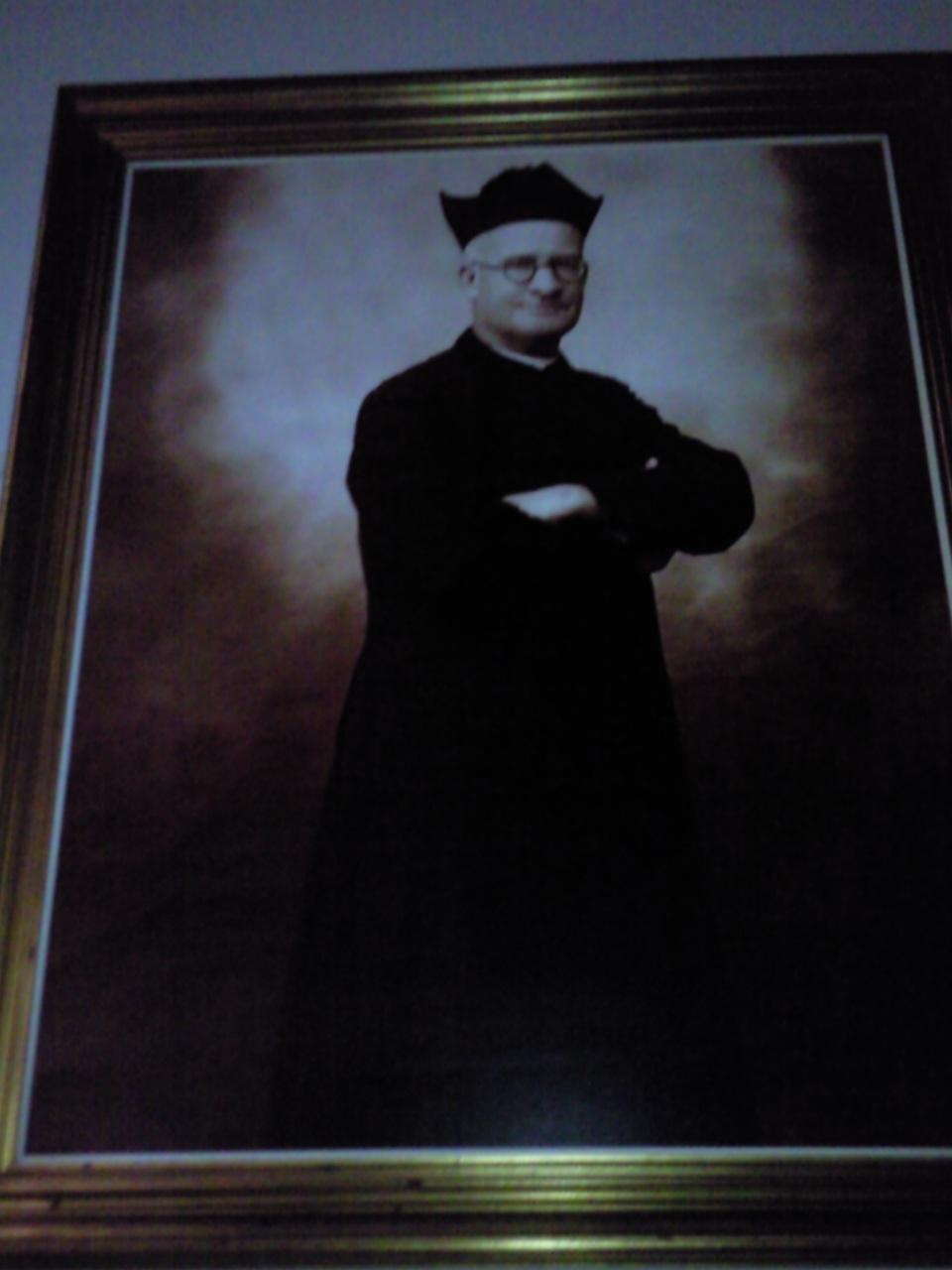
Retrato en Ermita Montemayor.

Manuel Gómez Contioso (Moguer (Huelva); 13 de marzo de 1877 - Málaga; 24 de septiembre de 1936), religioso salesiano, beatificado con otros 497 religiosos por Benedicto XVI el 28 de octubre de 2007.

## Biografía
Nace en Moguer el 13 de marzo de 1877 en el seno de una familia numerosa, de padres labradores.
A los 17 años ingresa en los salesianos. Más tarde ingresa en el noviciado de San Vicent Dels Horts, de Barcelona. El 23 de marzo de 1903 se ordena sacerdote, y pasa como formador por Utrera y Córdoba. Luego fue a Málaga donde desarrolló casi todo su ministerio sacerdotal desempeñando varios cargos.
Sobresalió en el desarrollo de su trabajo por su caridad y generosidad. Convirtió la escuela de San Bartolomé en un asilo de acogida, donde dio refugio a todo aquel que necesitaba asistencia y formó a los niños más necesitados. Se le considera fundador de los Cooperadores Salesianos y Archicofradía de María Auxiliadora.
Cuando estalla la guerra civil española fue conducido a la prisión provincial, encerrándosele en la llamada “brigada de curas”, donde permaneció por dos meses en condiciones lamentables. Finalmente el 24 de septiembre de 1936, llevaron al anciano padre Manuel a las tapias del cementerio de Málaga donde le fusilaron junto a otros religiosos. Recibió sepultura en una fosa común de dicho cementerio, aunque con posterioridad se trasladaron sus restos a la Catedral de Málaga donde reposan en la actualidad.